# Darrent Williams
Darrent Williams (Fort Worth, 27 settembre 1982 – Denver, 1º gennaio 2007) è stato un giocatore di football americano statunitense. Ha giocato per i Denver Broncos della National Football League. Dopo aver frequentato la scuola superiore a Fort Worth, in Texas, Williams ha giocato a football presso la Oklahoma State University. Scelto al secondo giro del draft NFL 2005 dai Broncos, è stato ucciso in una sparatoria il giorno dopo aver concluso la sua seconda stagione.

## Biografia
Di ruolo cornerback, Williams cominciò a praticare il football a livello agonistico mentre frequentava la Oklahoma State University: nel college ottenne degli ottimi risultati, tanto da meritarsi una borsa di studio e attirare l'attenzione di numerose squadre della National Football League.
Williams fu scelto nel secondo giro del Draft NFL 2005 dai Denver Broncos, con i quali fece il suo esordio nella NFL il 13 novembre del 2005 contro gli Oakland Raiders. Nella sua prima stagione scese in campo 12 volte, mentre nella seconda fu impiegato dal suo allenatore in 15 occasioni: il suo ultimo match fu contro i San Francisco 49ers.
Williams venne ucciso con un colpo di pistola al collo alle 2.10 di mattina nel giorno di capodanno, mentre si trovava in una limousine insieme ad altre due persone che invece risultarono illese. Secondo la polizia di Denver, il singolo colpo fatale fu sparato dal ventottenne Brian Hicks, membro di una gang malavitosa del posto.
Darrent Williams, che era amico del cestista Carmelo Anthony, lasciò così la fidanzata ventiquattrenne e i due figli di 7 e 4 anni.

## Palmarès
- PFWA All-Rookie Team - 2005